# داروین دیسون
داروین دیسون (انگلیسی: Darwin Deason؛ زادهٔ ۱۹۴۰) کارآفرین اهل ایالات متحده آمریکا است، که در سال ۱۹۸۸ شرکت ای‌سی‌اس کورپوریشن را تأسیس کرد.